# Маниоти
Маниотите или Майниотите са етническа гръцка подгрупа, традиционно обитаваща полуостров Мани, който се намира в западна Лакония и източна Месиния, в южен Пелопонес, Гърция.
Около произхода им има доста спорове.